# Монгке-кан
Монгке-кан или Мангу (1208 - 1259, Град риболова) из династије Бориџигин, био је унук грандиозног азијског освајача Џингис-кана, а најстарији син кана регента Толуја и његове прве супруге Сорхахтани.
Његовно Храмовно име било је Сјанзонг (憲宗). Он је био последњи монголски кан, који је успео да одржи пространо царство. Његова религија била је Тенгризам.
Био је човек екстремних способности, био је великодушан, милостив, достојанствен, веома интелектуално развијен и имао је невиђене ратничке способности.
Под његовом влашћу Монголска империја је обновила свој стари сјај и своју моћ и наставила се ширити великом брзином и у тренутку кад је склопио очи, Монгкеово царство је било огромно, скоро као Огатајево.
Велики удео у власти имала су његова браћа Хулагу-кан, који је владао западним територијама и Кублај-кан, који је владао Северном Кином и јужним територијама Империје.

## Долазак на престо
Када је Гујук-кан преминуо у Империји су почела превирења и неко време је владала његова супруга Огул. Монгкеова мудра мајка, Сорхахтани је тада извршила утицај на народну скупштину, да се Монгке изабере за великог кана 1251. године. Он је био последњи човек, који је изабран за кана због богатства. По доласку на престо погубио је 77 рођака због могућности узурпације, али је оставио у животу своју браћу Хулагу-кана и Кублај-кана, па чак им је, да се не би дигли на њега, дао Северну Кину, јужне области (Кублајеви поседи) и западне области (Хулагуови поседи).
Бату-кан, господар плаве хорде је послао војску, под вођством свог de facto престолонаследника, Берке-кана, да преузме власт за плаву хорду на истоку. Међутим Сорхахтани је на своју страну довела Белгутеја, брата Џингис кана, као и Субудајевог сина Урјанхадаја. Ове војсковође су уживале велико поштовање у војсци.
За то време кан Ширамуна, Огатајев унук је покушао отети власт Монгкеу, али није успео, јер је Монгке, поразивши Батуа, силно ојачао.
Потом је одржан суђење Монгкеовим рођацима, и одлучено је да треба да се погуби 77 рођака, којима је одузета сва земља у Империји и подељена између Монгкеа и Батуа.
Његови поражени непријатељи су потом сковали заверу против Монгкеа, али је завера отказана због тога што је Бату-кан признао Монгкеа за великог кана.

## Посета Вилијама де Робрука
Хришћанин Вилијам де Робрук је први пут закорачио у Кину. Монгкеу је тада јављено да је хришћанин дошао да покрсти Монголе.
30. новембра 1253. у Несторијанском селу, хришћанима је приређен дочек, а 27. децембра Монгке је, крећући се ка селу, подигао логор јужно од Алтаја. Око 7. јануара 1254. дошло је, у Пентекосталнеу, до сусрета између Монгкеа и Вилијама. На том сусрету се расправљало о религијама будизму, исламу и хришћанству. Монгке је на тој расправи напио хришћане и изјавио да верује у једног Бога, али је ракао да Бог има различите религије, као прстију у једној руци. Монгке преузео дугове Гуиук и стабилизовала економију. Централна агенција спречила издавање превише папира валуте. Ова мисија покрштавања била је потпуно неуспешна и Вилијам је 10. јула 1254. године напустио Кину и кренуо кући у Француску.

## Оснивање Илканата
Монгке послао свог брата Хулагу-кана да нападне Багдад. Са кинеским инжењерима и европским занатлијама, Хулагу је напредовао ка Багдаду, а у Ирану је је последњи отпор здробљен до краја 1256. године. Монгкеови непријатељи су га послали шпијуне да га убију, али нису успели и Хулагу је напао утврђење атентатора, кога су убили сопствени следбеници, а у новембру 1256 убицини следбеници су се предали Монголима.
Допунио своју војску са Јерменима, Грузијанцима и Турцима. Коришћењем гвоздених цеви, уместо бамбуса, Монголи користе барут да протерају металне пројектиле и керамичке лопте напуњене барутом, који је експлодирао у контакту. Њихове иновације су биле: експлозив за поткопавање бедема, димне бомбе, гранате, минобацачи и запаљиве ракете. Због ових иновација Багдад није могао бити одбрањен, а затим су Монголи, у фебруару 1258. године, упали у град и освојили пет векова не похарани град, и тако је благо калифа, коначно дошло у руке немуслимана. Пљачкање трајало 17 дана, а затим је град запаљен, а око 90.000 је убијено или силовано. Многи хришћани у Багдаду подржали су Монголе. Град је био пун лешева, па су Монголи напустили град, који је више векова био само рушевина. Из страха од разарања, Дамаск се предао пре него што је био нападнут, док је остатак Сирије, са Алепом, покорен тек 1259.

## Рат на југу
У међувремену Кублај (1215—1294), који је био више научник него ратник и полако је напредовао ка југоистоку. Када је убијени троје његових изасланика у Далију на југозападу у 1253, он је послао казнену експедицију и продро је до града Нанџаоа и поклао је убице.
Кублај је, 1254. године, освојио тајландско краљевство Нан-Чао, које се налазило у данашњој провинцији Јунан у Кини. Кублај је тада освојио велики део данашњег Вијетнама, који је био под суверенитетом Нан-чаоа. У међувремену су главне Монголске снаге почеле да напредују против Сонг Кине.

## Рат против Кинеза и смрт
Монгке дошао и наредио Кублају да се прекину сукоби између таоиста и будиста, док је, Монгке, предузео, војне кампање против Кинеза 1257. године; Војска је продрла у Сичуан у марту 1258. године, а Жута река је, после победе, била прегажена у мају исте године и војска је продрла до планине Лиупаншан. Ова војска од 40.000 људи поделила у три групе 6. октобра исте године, а Сичуан је пао до 4. новембра, а тврђава Дахошан, код Тсансија, 7. децембра.
Мангу је умро током опсаде кинеског рибарског града Хезхоу на сајту модерног Цхонгкинг власништву Соутхерн Сонг. О узроцима смрти извора рећи другачије. Изненадна смрт његовог брата Хулагу приморан да напусти кампању у Сирији и Египту, а у ствари довело до наставка борбе за власт и пада Монголско царство.
Болест је, међутим, опустошила његову армију, а Монгке је умро. Убрзо потом дошло је до Толујског грађанског рата између Кублај-кана и Монгкеовог сина Арика Бокеа, у којем је победио Кублај, који је завршио освајање Кине. Строг човек, Монгке, је покушао да сачува стари монголски начин живота. Његови савременици га зову добронамерним владаром.

## Реформе
У тренутку његовог ступања на власт Империја је била у великим дуговима, па је реформисао је убирање пореза и стабилизовао економују да би се дуг смањио. Монгке је и донео законе којима су забрањена убиства и фалсификовање новца, али се оштрим мерама борило против корупције.
За време његове владавине увећана је производња пића Кумиса на северним територијама империје, медовине на западним територијама, винове лозе на јужним територијама и пиринчана на источним територијама.

## Брак и деца
Прва супруга му је била Кутукуј Хатун, кћерка Улудаиа, а унука Бука-гургена из Икирас племена, који је био зет Џингис-кана.
Из овог брака, Монгке је имао два сина и једну, кћерку:
- Балта,
- Уренгташа,
- Бајалун.

Друга супруга му је била огул-Тутмач из племена Ојрат - Бики, а она је била сестра Олџхаи Хатун, која је била верена са Толујом, па са Кублај-каном, па са Хулагу-каном. Из овог брака, Монгке је имао две кћерке:
- Ширан,
- Бичике.

Поред ове две супруге, Монгке је имао и конкубине.
Једна је била из клана Бајавчин бајавут, Ширецк или Шјерецк. Отац ове конкубине је био лопов, па му је, Монгке, када га је ухватио, наредио да, за казну остави кћерку на двору. На крају Монгке и она су се заволели. Са њом је имао три сина: Тур-Тимура, Тукан-Тимура и Арик-Боку, будућег кана.
Друга конкубина му је била Куитани, из племена Иличикин. Са њом је имао сина Асутаја, присталицу Арик-Боке.